# Гендельштейн, Борис Наумович
Борис Наумович Гендельштейн (17 апреля 1924, Москва — 25 октября 2017, Нью-Йорк) — советский и российский учёный, специалист в области истории западноевропейского искусства и культуры XIX века. Доктор искусствоведения. Лауреат Государственной премии СССР.

## Биография
Родился в Москве.
С отличием закончил Московский государственный университет им. Ломоносова
После окончания МГУ и до 1974 года работал в Государственной Третьяковской галерее.
В 1974 году эмигрировал в Израиль. В 1981 году переехал на постоянное место жительства в США.
Работал в Музее Соломона Гуггенхайма (Нью-Йорк) — одном из крупнейших музеев искусства в США.
Автор работ по истории западноевропейской живописи, а также по истории формирования системы охраны культурного наследия и реставрации в России. Множество раз выступал с научными докладами. Систематически занимался редакционной деятельностью в западноевропейском искусствознании.

## Семья
- Отец: Наум Иосифович Гендельштейн (15 марта 1880 — расстрелян 8 февраля 1937, реабилитирован в сентябре 1958 г.) — российский учёный, физик.
- Мать: Роза Александровна Лившиц (28 июня 1895 — 11 мая 1972) — искусствовед.